# Centralni delta jezici
Centralni Delta jezici, jednba od užih skupina delta cross jezika raširenih na području Nigerije po državama Rivers i Bayelsa. Obuhvaća (9) jezika, po prijašnjoj verziji 8, kojoj je dodan izumrli i slabo poznati jezik o’chi’chi’. Ostali predstavnici su: a. Abua-Odual (2): abua, odual; b. Kugbo (1): kugbo; c. abureni; obulom; O’chi’chi’; ogbia; ogbogolo; ogbronuagum

## Vanjske poveznice
- Ethnologue (14th)
- Ethnologue (15th)